# The Weather Girls
The Weather Girls – amerykański girlsband założony w 1982 roku przez Marthę Wash (ur. 23 grudnia 1952) i Izorę Rhodes-Armstead (ur. 6 lipca 1942, zm. 16 września 2004). Zespół wykonuje muzykę pop i dance.
Najbardziej znaną piosenką The Weather Girls jest It’s Raining Men z 1982 roku. Zespół ma opinię zespołu jednego przeboju, chociaż wydał siedem albumów i kilkanaście singli. Girlsband istnieje do dziś w zmienionym składzie – po śmierci Izory Rhodes-Aemstead i odejściu Marthy Wash, należą do niego Dynelle Rhodes i Ingrid Arthur.

## Dyskografia

### Albumy
- Success (1983)
- Big Girls Don’t Cry (1985)
- Weather Girls (1988)
- Double Tons Of Fun (1993)
- Think Big (1995)
- Totally Wild (2005)

### Single
- Earth Can Be Just Like Heaven (2 miejsce w Hot Dance Club Songs)
- I Got the Feeling (2 miejsce w HDCS)
- Just Us (2 miejsce w HDCS i 29 w Hot R&B/Hip-Hop Songs)
- It’s Raining Men (1 miejsce w HDCS, 34 w HR&B/HS i 46 w Billboard Hot 100)
- No One Can Love You More Than Me (26 miejsce w HDCS)
- Well-A-Wiggy (76 miejsce w HR&B/HS)
- Can You Feel It (2 miejsce w HDCS)
- I’m Gonna Wash That Man Right Outa My Hair
- Success
- Dear Santa (Bring Me a Man This Christmas)
- Big Girls Don’t Cry
- Love You Like a Train
- Land of the Believer
- Laughter in the Rain
- Can You Feel It
- Sounds of Sex
- Wild Thang
- Girl You And Me
- We Shall All Be Free
- Party
- Star (feat. Jimmy Somerville)